# Vor Frue Sogn (Kalundborg)
 For alternative betydninger, se Vor Frue Sogn. (Se også artikler, som begynder med Vor Frue Sogn)
Vor Frue Sogn er et sogn i Kalundborg Provsti (Roskilde Stift).
Vor Frue Sogn lå i Kalundborg Købstad, der geografisk hørte til Ars Herred i Holbæk Amt. Kalundborg Købstad blev ved kommunalreformen i 1970 kernen i Kalundborg Kommune.
I Vor Frue Sogn findes Vor Frue Kirke. Nyvangs Kirke blev opført i 1974. Allerede i 1967 var Nyvangs Sogn udskilt fra Vor Frue Sogn.
I sognet findes følgende autoriserede stednavne:
- Bøgebjerg (bebyggelse)
- Gisseløre (areal)
- Kalundborg (købstad, stationsby)
- Kalundborg Bygrunde (ejerlav)
- Kalundborg Markjorder (ejerlav)
- Ladegården (bebyggelse, ejerlav)
- Lerchenfeld Hgd. (ejerlav, landbrugsejendom)
- Lille Vrøj (bebyggelse)